# Lorenzo Savadori
Lorenzo Savadori (Cesena, 4 de abril de 1993) é um motociclista italiano. 
Ele foi campeão italiano e europeu de 125cc em 2008, além de ter vencido o Campeonato Europeu de Superstock 1000 em 2015, e o Campeonato Italiano de Superbike em 2020. Neste mesmo ano, substituiu o britânico Bradley Smith nas últimas 3 corridas da temporada após a suspensão de Andrea Iannone por doping, não pontuando em nenhuma.
Em 2021, ele competiu na MotoGP correndo pela equipe Aprilia Racing Team Gresini.